# Scarecrow (Batman)
De Scarecrow (Jonathan Crane) is een fictieve superschurk uit de strips van DC Comics. Hij is vooral een tegenstander van Batman. De Scarecrow werd bedacht door Bill Finger en Bob Kane voor World's Finest Comics #3. Zijn kostuum (een vogelverschrikker) en bijnaam zijn gebaseerd op Ichabod Crane uit het horrorverhaal The Legend of Sleepy Hollow.

## Achtergrond
De Scarecrow is een gestoorde voormalige professor in psychologie, die een groot aantal drugs en psychologische tactieken gebruikt om angst en fobieën op te wekken bij zijn tegenstanders. Hij begon een leven als misdadiger na te zijn ontslagen.
In de jaren 40 deed hij maar twee keer mee in de Batman-strips, maar in de jaren 60 werd zijn rol uitgebreider.

## Biografie
Over de Scarecrows jonge jaren is niet veel bekend, behalve dat als kind hij er al van hield om vogels te laten schrikken. Als misdadiger hoopte hij zichzelf in elk geval lid te kunnen maken van de sociale elite. Zijn modus operandi is om zijn vogelverschrikkerpersoonlijkheid te gebruiken om mensen alles te laten doen wat hij wil.
In de Golden Age van de strips was de Scarecrow maar een nevenpersonage, die slechts een paar keer tegen Batman vocht. In de Silver Age werd hij tot een van Batmans vaste vijanden gemaakt. Hij werd toen ook lid van de Injustice Gang.
Na het verhaal Crisis on Infinite Earths werd de Scarecrows oorsprongsverhaal flink uitgediept middels de striproman Batman/Scarecrow #1. In deze strip werd onthuld dat Crane al op jonge leeftijd geobsedeerd raakte door angst en wraak. Op zijn achttiende pleegde hij al zijn eerste moord. Hierna kreeg Crane de ziekelijke drang om mensen zich letterlijk dood te laten schrikken.
Hij groeide op tot een professor in psychologie aan de Gotham University. Na per ongeluk een student te hebben verwond werd hij ontslagen, waarna hij een crimineel werd.

## Krachten en vaardigheden
Crane is een psycholoog gespecialiseerd in fobieën. Hij gebruikt een groot aantal giffen die bij zijn slachtoffers hallucinaties veroorzaken van datgene waar ze het bangst voor zijn. Crane zelf gebruikt zijn Scarecrow-kostuum om deze angst nog verder te versterken.
In gevechten gebruikt de Scarecrow een stijl genaamd "violent dancing", die gebaseerd is op de kraanvogel stijl van kung fu en "dronken boxen". Hierbij maakt hij volop gebruik van zijn lange armen en benen.
Gedurende de As the Crow Flies-verhaallijn transformeerde de Scarecrow voor het eerst in een monsterlijk beest genaamd de Scarebeast door toedoen van de Penguin. Via deze mutatie beschikt de Scarecrow tijdelijk over bovenmenselijke kracht, handen met klauwen en een sterk hallucinatiegas.

## In andere media

### Films
- In de film Batman Beyond: Return of the Joker is een van de leden van de Jokers bende gekleed als de Scarecrow. Dit personage heette Ghoul.
- De Scarecrow werd gespeeld door Cillian Murphy in de film Batman Begins. Eerder stond het personage al op de planning voor een film genaamd Batman Triumphant, maar die is nooit gemaakt. In Batman Begins is de Scarecrow een helper van Ra's al Ghul. Deze versie van de Scarecrow deed ook mee in de openingsscène van de film The Dark Knight. In The Dark Knight Rises verschijnt Jonathan Crane wanneer hij, in een periode van chaos en anarchie in Gotham City, een reeks showprocessen leidt.
- De Scarecrow maakt een verschijning in LEGO minifiguur-vorm in The Lego Batman Movie als korte rol. De stem van Scarecrow werd ingesproken door Jason Mantzoukas. De Nederlandse stem werd ingesproken door Huub Dikstaal.

### Animatieseries
- De Scarecrows eerste verschijning buiten de strips was in de serie The Batman/Superman Hour, in een aflevering genaamd "The Great Scarecrow Scare".
- In de serie Challenge of the SuperFriends was de Scarecrow lid van Lex Luthors Legion of Doom. In deze serie werd zijn stem gedaan door Don Messick. Deze versie van de Scarecrow had geen superkrachten en werd voornamelijk gebruikt als een incompetente schurk.
- De Scarecrow was een schurk uit in de serie Batman: The Animated Series. Hij verscheen in vijf afleveringen als hoofdvijand, en in nog eens 4 in een cameorol. Zijn kostuum veranderde sterk in de loop van de serie.
- De Scarecrow die in twee afleveringen van The New Batman Adventures stelt deze zelfde versie voor, ondanks het sterke verschil in uiterlijk. Omdat de ontwerpers de versie uit de vorige serie niet eng genoeg vonden kreeg deze versie meer het uiterlijk van een in het zwart gekleed lijk, met een strop om zijn nek. Deze Scarecrow draagt in al zijn scènes zijn kostuum, omdat een identiteit zonder dat pak het enge zou wegnemen volgens de producenten. Ze suggereerden zelfs dat er in deze versie misschien niet eens een mens in het kostuum zat.
- In de nieuwere televisieserie Gotham wordt er een nieuwe kijk gegeven op de jeugd van Crane. Hier is hij de zoon van een doorgedraaide psycholoog op zoek naar het ultieme serum tegen angst, waarbij Cranes vader tot moorden overgaat om het laatste deel van het serum (adrenaline) van zijn slachtoffers af te tappen. Bij zijn vaders laatste vlucht wordt hij geïnjecteerd met het serum waardoor hij ernstige angstaanvallen krijgt in zijn schuilplek onder een vogelverschrikker. Dit zou de bron zijn van Scarecrows obsessie met angst. In latere seizoen keert de Scarecrow terug met als doel angst door de stad Gotham vrij te laten.

### Videospellen
- De Scarecrow komt ook voor in het spel Batman: Arkham Asylum, waar hij een van de gevangenen is die uit Arkham Asylum is gebroken. Hier vergiftigt hij Batman met zijn gassen om zo de nachtmerries van Batman te beleven. In het latere spel Batman: Arkham Knight komt hij voor als hoofdvijand.
- De Scarecrow komt later ook voor in het laatste videospel uit de Arkham-franchise nadat zijn terugkeer werd aangekondigd in Batman: Arkham City. In Batman: Arkham Knight is de Scarecrow de hoofdschurk die zijn angstgassen over Gotham wil verpsreiden. Hij zorgt onder andere voor de illusies van de Joker in Batman's hoofd vanwege de angstgassen. De stem van de Scarecrow werd voor de laatste game ingesproken door John Noble.